# Jan Rusin

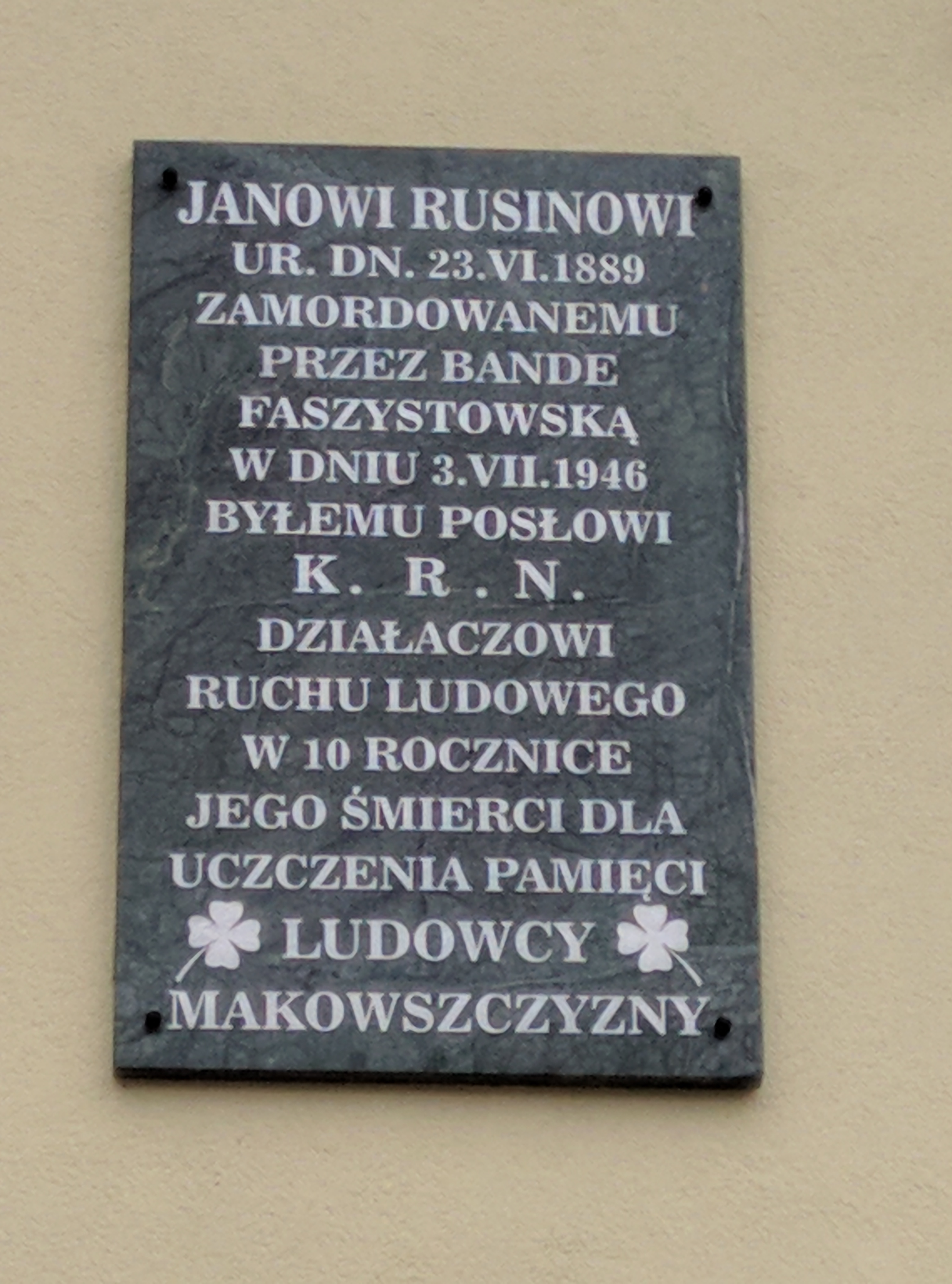
Tablica upamiętniająca Jana Rusina w rodzinnej wsi Bieńkówce

Jan Rusin (ur. 23 czerwca 1889 w Bieńkówce, zm. 3 lipca 1946 tamże) – polski polityk, poseł do Krajowej Rady Narodowej.

## Życiorys
Był działaczem Stronnictwa Ludowego. Od 3 maja 1945 pełnił mandat posła Krajowej Rady Narodowej kadencji 1943–1947. Był także członkiem Wojewódzkiej Rady Narodowej w Krakowie i członkiem wydziału powiatowego w Wadowicach.
Zginął zastrzelony 3 lipca 1946 w swojej rodzinnej miejscowości, Bieńkówce, przez partyzantów – według doniesień prasowych – z Narodowych Sił Zbrojnych.